# Тоёта, Кацудзо
Кацудзо Тойота (яп. 豊田勝蔵; — японский государственный деятель. Губернатор префектуры Карафуто (1926—1927) .
Родился в 1882 году в префектуре Ямагути. Окончил среднюю школу Ямагути по старой системе. В 1908 году окончил юридический факультет Токийского императорского университета. В 1909 году он сдал углубленный экзамен на государственную службу в административном департаменте. Занимал должности секретаря префектуры Кагосима, директора Совета директоров, начальника департамента полиции префектуры Акита, начальника департамента полиции префектуры Сидзуока, полицейского генерал-губернатора Тайваня и директора Тайбэйской средней школы. Занимал должности министра торговли и советника генерал-губернатора.
В июле 1924 года стал губернатором префектуры Фукуи. После упразднения уездной канцелярии он способствовал созданию школы подготовки чиновников, созданию префектурной типографии и реализации новой политики по созданию фермеров, занимающихся самосовершенствованием.
С 5 августа 1926 года по 27 июля 1927 года занимал должность губернатора Префектуры Карафуто. С 1927 года Тойота занимал должность директора Бюро внутренних дел Канцелярии генерал-губернаторства Тайваня и ушел в отставку в 1929 году.
С 1932 года по 1936 годы Тойота занимал должность мэра города Хаги в префектуре Ямагути.
Скончался Кацудзо Тойота 23 ноября 1939 года в возрасте 56 лет.